# Dorió (escriptor)
Dorió, en llatí Dorion, en grec antic Δωρίων, fou un gramàtic i crític grec que va viure en temps de l'emperador Hadrià, al segle ii. Vivia a Sardes i era amic del retòric Dionís de Milet. Les seves obres s'han perdut. L'esmenta Filostrat a la Vida dels sofistes (Βίοι Σοφιστω̂ν).